# كجلة إفريقية

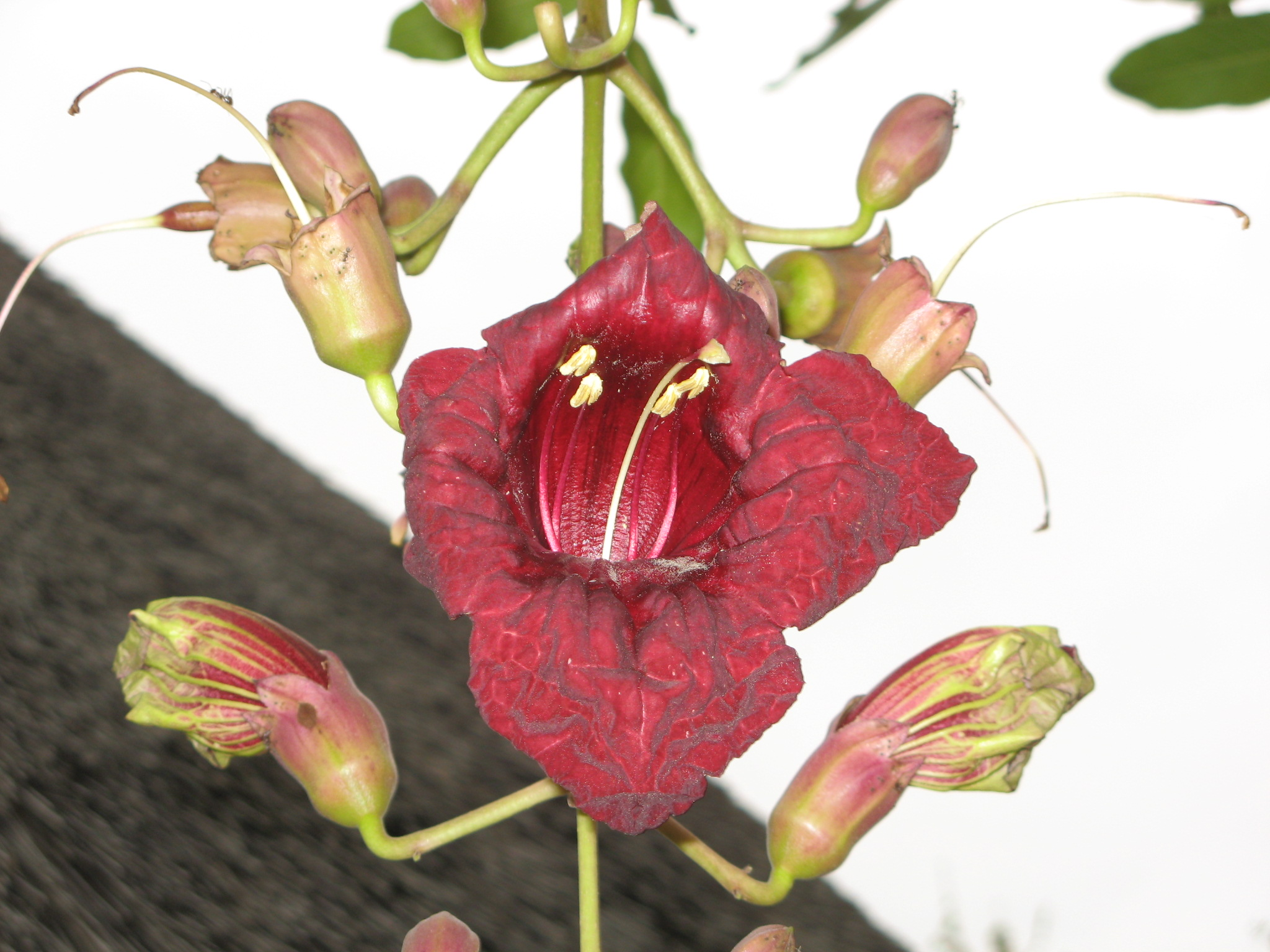
زهرة الكجلة.

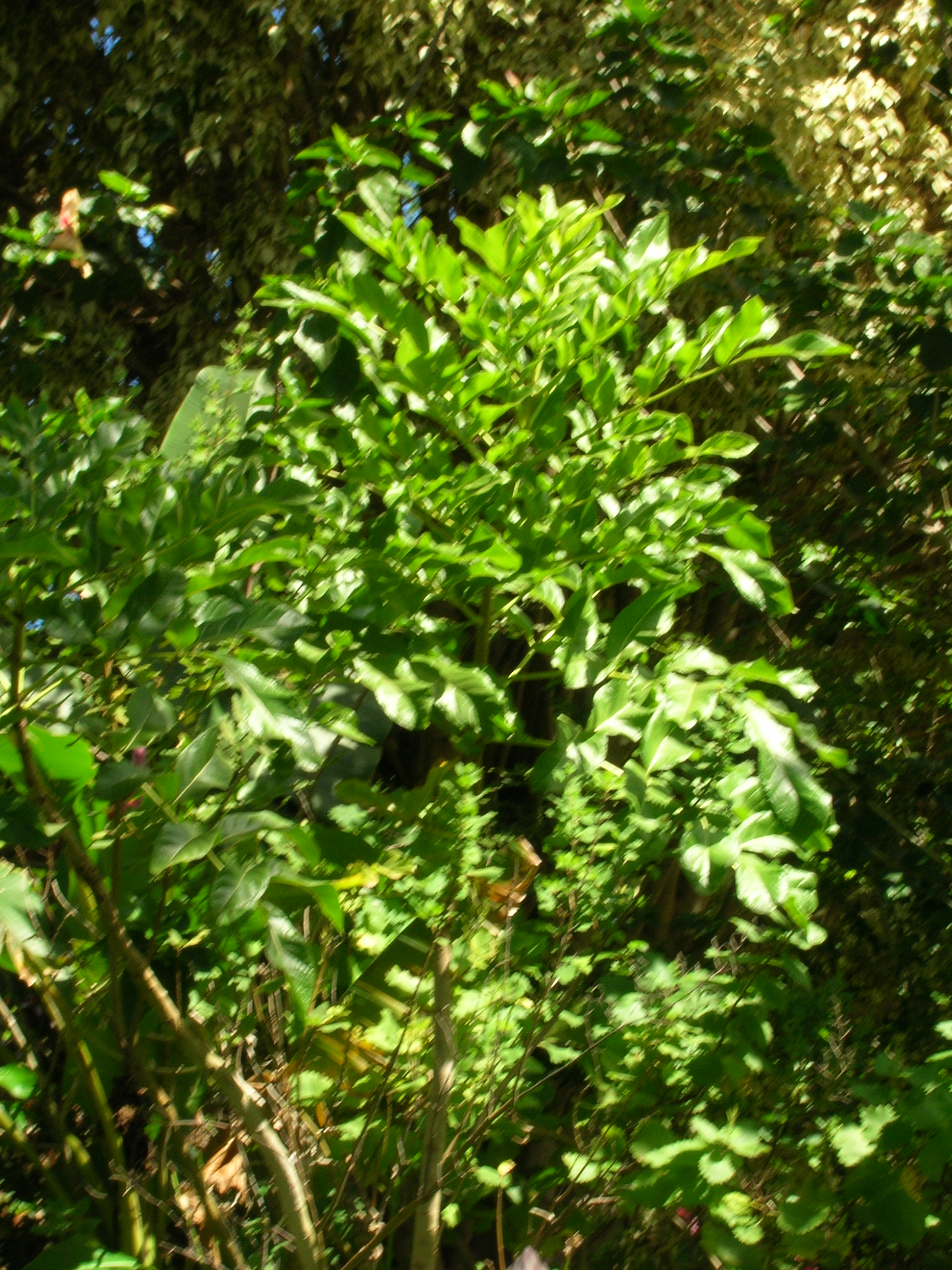
Vista de la planta

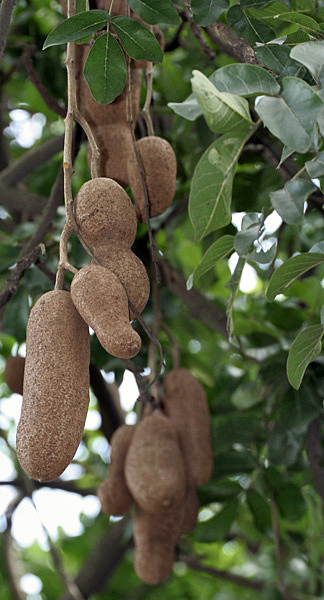
ثمار.

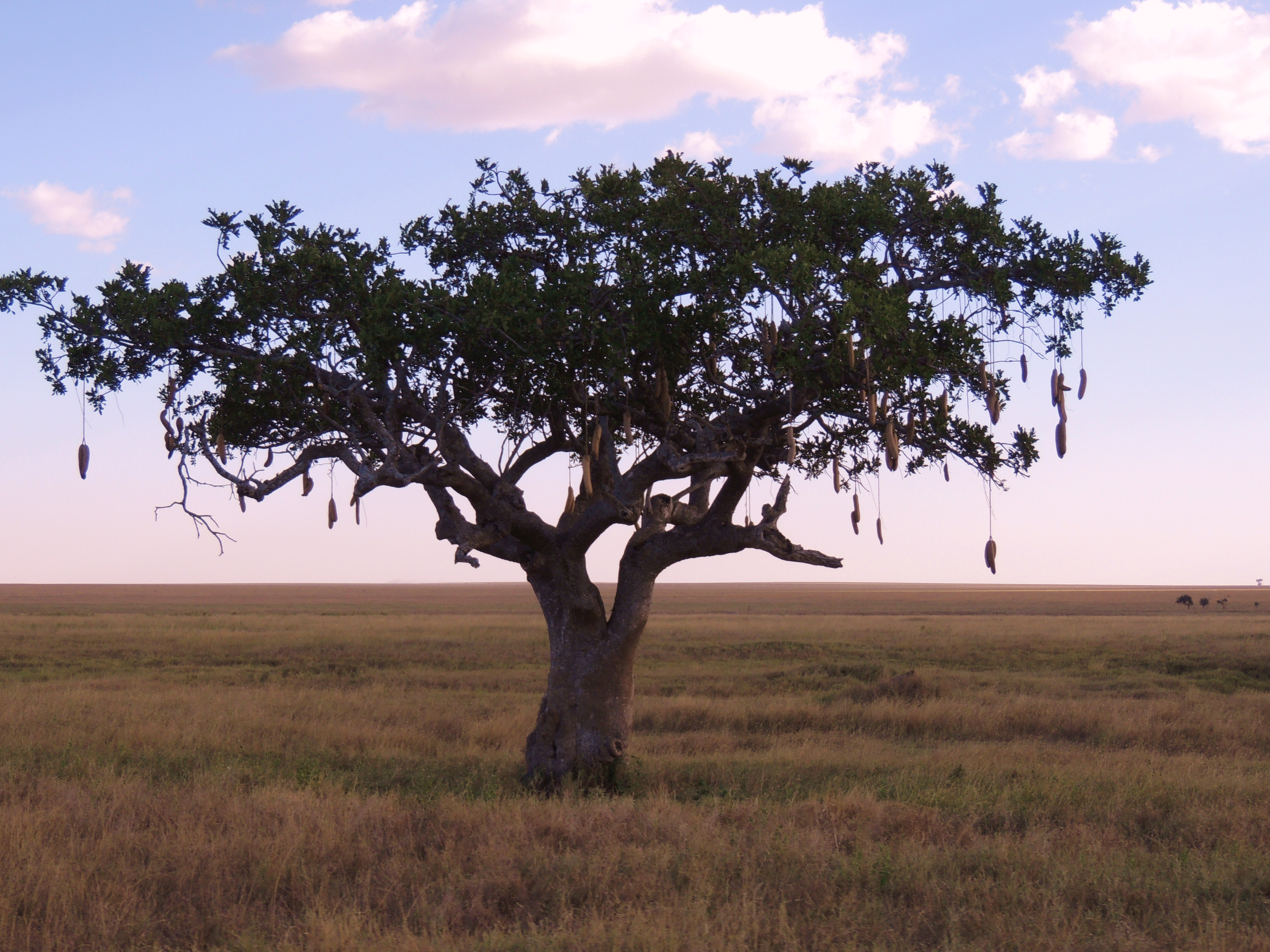
En su hábitat

الكجلة الأفريقية أو الكيجالية الأفريقية أو المشطورة الأفريقية[بحاجة لمصدر] (الاسم العلمي:Kigelia africana) هي نوع من النباتات يتبع جنس الكجلة من الفصيلة البنيونية. الاسم العلمي لهذا النبات مكون من كلمتين أولاهما تشير إلى الجنس الذي ينتمي إليه والثانية وهي النَعْت (بالإنجليزية: epithet) وهي كلمة مشتقة من (باللاتينية: africana) نسبة إلى أفريقيا.